# Канай (река)
Канай (в верховье 3-я Канайская) — река в России, протекает по Онгудайскому району Республики Алтай. Устье реки находится в 50 км по левому берегу реки Большая Сумульта. Длина реки составляет 13 км. Приток — 2-я Канайская.

## Данные водного реестра
По данным государственного водного реестра России относится к Верхнеобскому бассейновому округу, водохозяйственный участок реки — Катунь, речной подбассейн реки — Бия и Катунь. Речной бассейн реки — (Верхняя) Обь до впадения Иртыша.